# Léon V (pape)
Pour les articles homonymes, voir Léon V.
Léon V (né à Ardea, dans l'actuelle province de Rome et mort vers octobre 903) est le 118e pape de l'Église catholique romaine durant environ 30 jours, vers le 30 juillet à fin août 903. Le pontificat de ce pape bénédictin est écourté par l'action violente des partisans de l'antipape Christophore qui l'emprisonnent puis l'étranglent. Une autre version met bien en cause les partisans de Christophore qui auraient destitué Léon V mais l'auraient seulement incarcéré. C'est le pape suivant, Serge III, qui aurait fait étrangler ses deux prédécesseurs, le pape Léon V et l'antipape Christophore.

## Biographie
Né près d'Ardea dans le Latium, il fut prêtre-cardinal à Priapi près d'Ardea. Rien n'est connu de lui avant son élection. Un écrivain de l'époque, Auxilius le décrit comme un saint et comme un admirable personnage. Il faisait partie des partisans du pape Formose. Vers le 30 juillet 903, il fut élu pour succéder à Benoît IV alors qu'il n'était pas membre du clergé romain ; son élection s'explique par le fait que le clergé et la noblesse, ne pouvant se mettre d'accord sur un candidat romain, élurent un étranger dont la grande réputation était parvenue jusqu'à eux. Durant son court pontificat, il émit une bulle qui dispensait les chanoines de Bologne du paiement des impôts. Le 5 septembre 903, alors qu'il n'était en fonction que depuis environ 30 jours, Christophore, membre de son clergé mais aussi son chapelain et son protégé, le renversa, le jeta en prison et se fit nommer pape. Léon V mourut probablement étranglé en prison vers octobre 903 par son rival.